# Beinn Reithe
Beinn Reithe är ett berg i Storbritannien.   Det ligger i kommunen Argyll and Bute och riksdelen Skottland, i den nordvästra delen av landet, 600 km nordväst om huvudstaden London. Toppen på Beinn Reithe är 653 meter över havet, eller 127 meter över den omgivande terrängen. Bredden vid basen är 1,8 km.
Terrängen runt Beinn Reithe är huvudsakligen kuperad. Runt Beinn Reithe är det ganska tätbefolkat, med 100 invånare per kvadratkilometer. Närmaste större samhälle är Helensburgh, 17,3 km söder om Beinn Reithe. I omgivningarna runt Beinn Reithe växer i huvudsak blandskog.